# Polyrhachis venus
Polyrhachis venus é uma espécie de formiga do gênero Polyrhachis, pertencente à subfamília Formicinae.